# 羊角子草
羊角子草（学名：Cynanchum cathayense）为夹竹桃科鹅绒藤属的植物，是中国的特有植物。分布于中国大陆的河北、宁夏、新疆、甘肃等地，生长于海拔900米至1,350米的地区，一般生于水边湿地，目前尚未由人工引种栽培。

## 别名
勤克立克（新疆）

## 异名
- Cyathella cathayensis (Tsiang et Zhang) C. Y. Wu et D. Z. Li
- Cynanchum cathayense Tsiang et Zhang